# Hessischer Verlagspreis
Der Hessische Verlagspreis wird vom Hessischen Ministerium für Wissenschaft und Kunst in Zusammenarbeit mit dem Landesverband Hessen, Rheinland-Pfalz, Saarland e.V. des Börsenvereins des Deutschen Buchhandels vergeben. Er wird seit dem Jahr 2018 jährlich verliehen und ist mit insgesamt 27.000 € (anfangs 20.000 €) dotiert.

## Ziel des Preises
Der Hessische Verlagspreis soll die Arbeit unabhängiger Verlage des Landes Hessen würdigen. Kriterien sind hierbei Verlagsarbeit, Zusammensetzung des Verlagsprogramms, Buchproduktion und Betreuung der Autoren – jedoch nicht Bucherfolge oder bekannte Autoren. Bewerben können sich unabhängige Verlage sämtlicher Sparten mit Firmensitz in Hessen, der jährliche Umsatz muss unter zwei Millionen Euro liegen (Stand 2018). Der Preis gliedert sich in zwei Kategorien – den mit 20.000 € (anfangs 15.000 €) dotierten Hauptpreis und den mit 7.000 € (anfangs 5.000 €) dotierten Sonderpreis (2018: „Gründerpreis“). Die Vergabe erfolgt durch eine unabhängige Jury.

## Preisträger
- 2018: Hauptpreis: Rotopol, Kassel; Gründerpreis: Büchner-Verlag, Marburg[2]
- 2019: Hauptpreis: Schöffling & Co., Frankfurt am Main; Sonderpreis: Mabuse-Verlag, Frankfurt am Main[3]
- 2020: Hauptpreis: Verlag Vittorio Klostermann, Frankfurt am Main; Sonderpreis: gutleut verlag, Frankfurt am Main[4]
- 2021: Hauptpreis: Frankfurter Verlagsanstalt, Frankfurt am Main; Sonderpreis: Furore Verlag, Kassel[5]
- 2022: Hauptpreis: Henrich Editionen, Frankfurt am Main; Sonderpreis: Edition Faust, Frankfurt am Main, für den Bereich Graphic Novel[6]
- 2023: Hauptpreis: Wolke Verlag, Hofheim am Taunus; Sonderpreis: bli bla blub Verlag, Kassel[7]
- 2024: Hauptpreis: Schüren Verlag, Marburg; Sonderpreis: Ulrike Helmer Verlag, Sulzbach am Taunus[8]